# Afrodisiac
Afrodisiac (Kofferwort aus afro- und engl. aphrodisiac ‚Aphrodisiakum‘) ist das vierte Studioalbum der US-amerikanischen R&B-Sängerin Brandy. Es erschien im Juni 2004 bei Atlantic Records und zeichnet sich im Gegensatz zu früheren Produktionen der Sängerin vor allem durch die Handschrift des Produzenten Timbaland aus. Trotz überwiegend positiver Kritiken und einer Grammy-Nominierung ist die Platte mit etwas mehr als einer Million verkauften Einheiten Brandys zweitverkaufsschwächstes Album.

## Produktion
Ursprünglich hatte Brandy bereits nach der Geburt ihrer Tochter im Sommer 2002 gemeinsam mit Songschreiber Blake English und ihrem Lebensgefährten, dem Produzenten Robert „Big Bert“ Smith, die Arbeiten zu ihrem vierten Album begonnen. Das Trio spielte in den Folgemonaten eine Vielzahl Demoaufnahmen für die Platte der Sängerin ein, wobei Smith als Executive Producer und A&R-Manager Brandys früheren Mentor Darkchild in seiner Funktion als musikalischer Hauptverantwortlicher ablöste. Ein Großteil aller verfassten Lieder fand sich nach der jähen Trennung von Brandy und Smith jedoch lediglich auf den Alben ihrer Kolleginnen Toni Braxton (Selfish), Kelly Rowland (Love/Hate) und Jennifer Lopez (Ryde or Die) wieder.
Brandy entschied sich daraufhin, die parallel begonnenen Arbeiten mit Timbaland zu vertiefen und den Rapper als Hauptproduzenten des Albums zu verpflichten, das zu gegebenem Zeitpunkt den Arbeitstitel B-Rocka trug und dessen Veröffentlichung ursprünglich für Dezember 2003 vorgesehen war. Gemeinsam mit den Songschreibern Candice Nelson, Steven „Static“ Garrett, Kenisha und Kenneth Pratt sowie Co-Produzent Walter Milsap III schrieb dieser fünfzehn Songs, von denen es letztlich neun auf die endgültige Titelliste des Albums schafften, darunter die Promotion-Single Turn It Up.
Neben einzelnen Aufnahmen mit Warryn „Baby Dubb“ Campbell, Mike City, Organized Noise und Ron Feemster gelang es dem ausführenden Produzenten Geroid „Gee“ Roberson Anfang 2004 zudem, den Rapper und Musikproduzenten Kanye West für zwei weitere Songs zu engagieren. Aus der gemeinsamen Zeit im Studio ging neben Where You Wanna Be, eine Zusammenarbeit mit Rapper T.I., auch die spätere erste Auskopplung Talk About Our Love hervor.

## Inhalt
Genauso wie ihre vorherigen Alben liegt der thematische Fokus bei Afrodisiac in erster Linie auf zwischenmenschlichen Beziehungen. Zu dieser Zeit war sie auch frisch mit dem NBA-Basketballer Quentin Richardson verlobt. Das Album enthält mehrere Anspielungen auf andere Künstler wie bspw. Timbaland, Missy Elliott, und R&B-Sängerinnen wie Aaliyah und Monica. Der erste Titel des Albums Who I Am behandelt eine zerbrochene Beziehung, während I Tried die britische Alternative-Pop-Gruppe Coldplay erwähnt und auch ihr Lied Sparks sampelt sowie einen weiteren Track der ebenfalls britischen Band Iron Maiden. 
Das Lied Who I Am, beigesteuert von Warryn Campbell, wurde in den letzten elf Stunden vor Veröffentlichung der Trackliste hinzugefügt. Der zehnte Song des Albums Turn It Up ist eine Huldigung an die 1990er Jahre, mit Verweisungen auf R&B-Künstler wie Donnie Simpson, Kid ’n Play und Tony! Toni! Toné!. Im dem letzten Song, der Ballade Should I Go spricht die Protagonistin darüber, dass sie darüber nachdenke, dem Musikgeschäft den Rücken zu kehren. Obwohl Brandy nur einen einzigen Credit als Songwriterin hat, nämlich beim Song Finally, bezeichnet sie Afrodisiac als das aufrichtigste und ehrlichste Werk ihrer Karriere. Der zweite Song Afrodisiac, der Titelsong des Albums, wurde von den Kritikern gut angenommen und war mäßig erfolgreich. Neben Afrodisiac ist Who Is She 2 U eine weitere Zusammenarbeit mit Timbaland. Who Is She 2 U war einer der ersten Songs, die für das Album aufgenommen wurden. Der Titel beschäftigt sich mit fremdgehenden Beziehungspartnern. Das Album beruhe auf autobiografischen Inhalten.

## Veröffentlichung
Afrodisiac erhielt eine Grammy-Nominierung für Bestes Contemporary R&B Album und wurde das Album von Brandy mit den besten Kritiken, wobei einige fanden, dass durch die Einwirkung Timbalands auf Brandys Musik das Album „reifer and herausfordender“ würde, während andere die Platte als „sehr hörbar und emotional“ bezeichneten. Verglichen wurde sie mit „Janet Jackson zu ihren besten Zeiten“.
Dem entgegen wurde die CD ihr bis dato am wenigsten erfolgreiches Album: Afrodisiac debütierte auf Rang 3 der Billboard 200, den US-amerikanischen Albumcharts der Popmusik, und auf Platz 4 der Top R&B/Hip-Hop Albums, seinem Pendant für das Musikgenre R&B. In der ersten Woche wurden hierbei ungefähr 132.000 Einheiten verkauft. Obwohl die Verkaufszahlen schnell sanken und die LP die Top 200 der Charts in der achten Woche verließ, erhielt das Album eine Goldene Schallplatte für über 500.000 verkaufte Exemplare. Im Vereinigten Königreich erhielt Brandy für dort über 60.000 verkaufte Einheiten eine Silberne Schallplatte.
Während der Song I Tried zeitweise als Single angekündigt war, wurden schließlich drei andere Lieder als tatsächliche Singles veröffentlicht: Die Leadsingle des Albums Talk About Our Love wurde Norwoods fünfter Top-Ten-Hit in den UK Singles Chart, schaffte es jedoch kaum in die Top 30 anderer Länder; in den Vereinigten Staaten waren Position 16 auf den Billboard Hot R&B/Hip-Hop-Charts und 13 auf den Billboard Hot Dance/Club Play-Charts die Höchstpositionen. Die zweite Auskopplung in Eurasien und Australien hieß Afrodisiac und hatte ähnliche Erfolge, mit dem größten Erfolg auf Platz 9 der chinesischen Singles-Charts; und weiteren Top-40-Platzierungen in Australien, Frankreich, Irland, der Schweiz, und dem Vereinigten Königreich. Die zweite US-Single war Who Is She 2 U.

## Illustration
Das Albumcover zeigt eine frontale Ganzkörperaufnahme von Brandy. Der Hintergrund ist blau, und Brandy sitzt auf einer weißen Couch. Sie trägt Blue Jeans, Stiletto-Schuhe und ein weißes loses Oberteil, kombiniert mit einem Bikini-Oberteil in derselben Farbe und zeigt sich in der Fotostrecke zu Afrodisiac somit zum ersten Mal verstärkt lasziv und sexy. Zusätzlich trägt sie mehrere lange goldene Halsketten und große Ohrringe. Auf dem Deckblatt der CD trägt Brandy goldbraune Weaves, Haarteile für afrikanisch-texturiertes Haar. Mittig ist gelb der Schriftzug Brandy zu erkennen; in der Form ihres Logos, das sie seit 1994 verwendet.

## Vermarktung

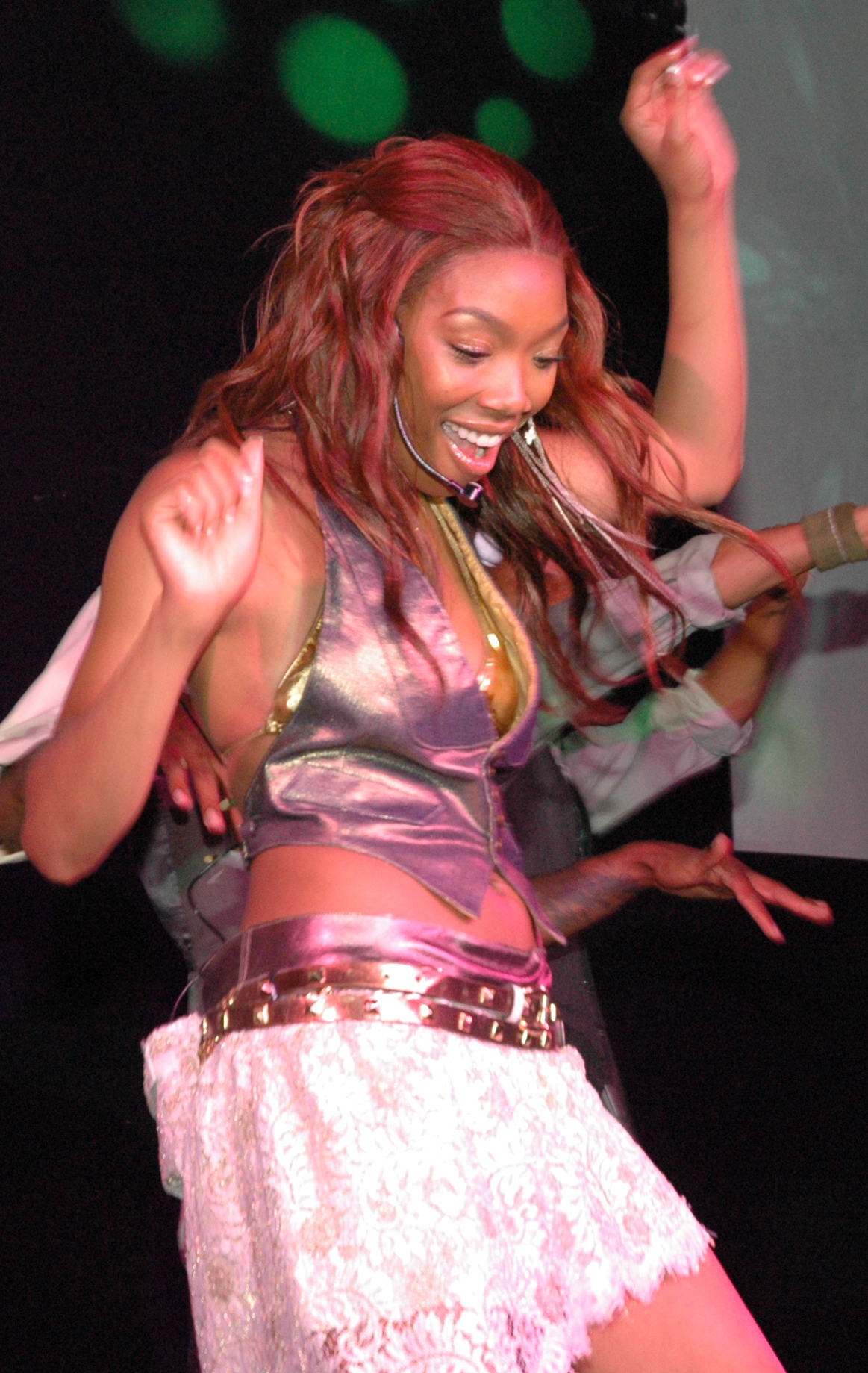
Brandy, 2004

Die Werbekampagne für das Album Afrodisiac begann mit einem großen Medien-Event in Montego Bay, Jamaika im Royal Pavilion des Half Moon Hotel, wo ausgewählte Journalisten und Reporter das Album probehören durften. Die Promo-Tour für den Longplayer begann am 23. Mai 2004, indem sie zunächst in US-amerikanischen Talkshows auftrat, darunter in der Tonight Show mit Jay Leno am 13. Juli 2004; am 16. Juli in NBCs The Today Show als Teil einer von Toyota gesponserten Konzertreihe sowie in ABCs The View am 19. Juli 2004. Außerdem sang Brandy auch in CBSs The Late Late Show und in der Radio-Sendung On-Air with Ryan Seacrest am 14. Juli 2004. Außerhalb der Vereinigten Staaten absolvierte Brandy auch Gastauftritte in Top of the Pops und Anke Late Night, wo sie zusammen mit Anke Engelke eine Coverversion von Whitney Houstons One Moment in Time in Form einer Kaffee-Werbung darbot.
Zusätzlich war Brandy auch als VJane und Moderatorin von TV-Specials in diversen Musikfernsehsendern wie BET, MTV, VH1 und Fuse tätig. Am Tag der Albumveröffentlichung war sie Laudatorin bei den 2004 BET Awards und sang den Song Talk about Our Love in der Pre-Show. Des Weiteren präsentierte Brandy ihre Songs auch live in der MTV-Show TRL und der Fuse-Sendung Daily Download. Eine Woche vor der Veröffentlichung von Afrodisiac waren die Songs auf MTV.coms The Leak zu hören. Über eine Million Menschen haben sich in der ersten Woche die Songs des Albums gestreamt.

## Titelliste
1. Who I Am (3:35)
2. Afrodisiac (3:47)
3. Who Is She 2 U (featuring Timbaland) (4:43)
4. Talk About Our Love (featuring Kanye West) (3:34)
5. I Tried (4:45)
6. Where You Wanna Be (featuring T.I.) (3:32)
7. Focus (4:07)
8. Sadiddy (4:00)
9. Turn It Up (4:12)
10. Necessary (3:59)
11. Say You Will (3:50)
12. Come As You Are (3:44)
13. Finally (3:53)
14. How I Feel (4:41)
15. Should I Go (4:56)

Re-Release Bonustracks
1. Sirens (featuring Timbaland) (3:59)
2. Like It Was Yesterday (3:53)
3. Nodding Off (4:10)

Aufnahmen aus den Sessions zu Afrodisiac, die es nicht auf das endgültige Album geschafft haben, finden sich in der Liste der unveröffentlichten Lieder von Brandy.

## Singleauskopplungen
Talk About Our Love
Talk About Our Love (zu dt.: Über unsere Liebe reden) ist ein von Kanye West und Harold Lilly geschriebenes R&B-Lied. Der Song sampelt den von Mandrill veröffentlichten Titel Gilly Hines (komponiert von Claude Cave II und Carlos, Louis und Ricardo Wilson) aus dem Jahre 1978 und wurde im April 2004 als erste Singleauskopplung des Albums veröffentlicht. Er erreichte mitunter Platz 6 der britischen Singlecharts sowie die Top 30 in Australien, Irland und den Niederlanden. Produzent Kanye West ist in weiterer Funktion als Rapper auf dem Lied vertreten.
Afrodisiac
Afrodisiac (zu dt.: Aphrodisiakum) is ist ein von Timbaland, Isaac Phillips und Kenisha and Kenneth Platt geschriebener Popsong. Der Titel wurde im Oktober 2004 als zweite internationale Singleauskopplung des Albums veröffentlicht und erreichte mitunter Platz 9 in der Volksrepublik China sowie die Top 30 sowie die Top 30 in Frankreich, Irland und Großbritannien. Das dazugehörige Musikvideo wurde von Matthew Rolston gedreht.
Who Is She 2 U
Who Is She 2 U (zu dt.: Wer Ist Sie Für Dich) ist ein von Timbaland geschriebener und produzierter R&B-Track, der im Oktober 2004 als zweite Auskopplung des Albums in den Vereinigten Staaten veröffentlicht. Brandy selbst beschrieb das 2003 aufgenommene Mid-Tempo-Lied als semi-autobiografisch. Die Single war mit Platz 85 der schwächste Charterfolg der Sängerin in den US-Billboard-Charts. 2005 wurde Who Is She 2 U teilweise auch in Europa und Ozeanien veröffentlicht, um das Compilation-Album The Best of Brandy zu promoten. Da Brandy sich Anfang 2005 von ihrem Label Atlantic Records trennte, sah sich die Firma gezwungen einen alten Track wie Who Is She 2 U anstatt eines neuen Songs als Single für die Best-of-CD verwenden.
| Jahr | Titel               | Höchstplatzierung, Gesamtwochen, AuszeichnungChartplatzierungen (Jahr, Titel, , Platzierungen, Wochen, Auszeichnungen, Anmerkungen) | Höchstplatzierung, Gesamtwochen, AuszeichnungChartplatzierungen (Jahr, Titel, , Platzierungen, Wochen, Auszeichnungen, Anmerkungen) | Höchstplatzierung, Gesamtwochen, AuszeichnungChartplatzierungen (Jahr, Titel, , Platzierungen, Wochen, Auszeichnungen, Anmerkungen) | Höchstplatzierung, Gesamtwochen, AuszeichnungChartplatzierungen (Jahr, Titel, , Platzierungen, Wochen, Auszeichnungen, Anmerkungen) | Höchstplatzierung, Gesamtwochen, AuszeichnungChartplatzierungen (Jahr, Titel, , Platzierungen, Wochen, Auszeichnungen, Anmerkungen) | Anmerkungen                                           |
| Jahr | Titel               | DE | CH | UK | US | R&B | Anmerkungen                                           |
| ---- | ------------------- | --- | --- | --- | --- | --- | ----------------------------------------------------- |
| 2004 | Talk About Our Love | DE89 (2 Wo.)DE | CH42 (6 Wo.)CH | UK6 (10 Wo.)UK | US36 (14 Wo.)US | R&B16 (20 Wo.)R&B | Erstveröffentlichung: 27. April 2004 feat. Kanye West |
| 2004 | Who Is She 2 U      | — | — | UK50 (3 Wo.)UK | US85 (4 Wo.)US | R&B43 (11 Wo.)R&B | Erstveröffentlichung: 27. Juli 2004                   |
| 2004 | Afrodisiac          | — | CH36 (17 Wo.)CH | UK11 (9 Wo.)UK | — | — | Erstveröffentlichung: 24. September 2004              |

## Kommerzieller Erfolg

### Chartplatzierungen
| ChartsChartplatzierungen       | Höchstplatzierung | Wochen |
| ------------------------------ | ----------------- | ------ |
| Deutschland (GfK)              | 44 (3 Wo.)        | 3      |
| Schweiz (IFPI)                 | 26 (5 Wo.)        | 5      |
| Vereinigte Staaten (Billboard) | 3 (13 Wo.)        | 13     |
| Vereinigtes Königreich (OCC)   | 32 (6 Wo.)        | 6      |

### Auszeichnungen für Musikverkäufe
| Land/Region                  | Auszeichnungen für Musikverkäufe (Land/Region, Auszeichnung, Verkäufe) | Verkäufe |
| ---------------------------- | ---------------------------------------------------------------------- | -------- |
| Japan (RIAJ)                 | Gold                                                                   | 100.000  |
| Vereinigte Staaten (RIAA)    | Gold                                                                   | 500.000  |
| Vereinigtes Königreich (BPI) | Silber                                                                 | 60.000   |
| Insgesamt                    | 1× Silber · 2× Gold ·                                                  | 660.000  |